# Ů
Ů (gemenform: ů) är en bokstav i det tjeckiska alfabetet där den i likhet med ú representerar ett långt [u]-ljud. Ringen, som på tjeckiska kallas kroužek, markerar att ljudet utvecklats från ett långt ó via en uo-diftong. Av den anledningen används ů inte i lånord, onomatopoetiska ord och inte heller i början av ord. I de fall då ů inte finns tillgängligt av tekniska skäl kan ú användas istället.